# جوستين كيلي
جوستين كيلي هو ممثل كندي، ولد في 7 مارس 1992 بتورونتو في كندا.

## أعمال

### أفلام
- (2014) خرائط النجوم[4]

## وصلات خارجية
- جوستين كيلي على موقع IMDb (الإنجليزية)
- جوستين كيلي على موقع قاعدة بيانات الفيلم (الإنجليزية)